# Engelmar Unzeitig
Engelmar Unzeitig CMM właśc. Engelmar Hubert Unzeitig (ur. 1 marca 1911 w Greifendorf, zm. 2 marca 1945 w obozie koncentracyjnym w Dachau) – niemiecki prezbiter rzymskokatolicki, błogosławiony Kościoła katolickiego.

## Życiorys
Pochodził z rodziny chłopskiej. W 1928 roku wstąpił do misyjnego zgromadzenia Misjonarzy z Mariannhill w Reimlingen, a po ukończeniu studiów teologicznych 6 sierpnia 1939 roku został wyświęcony na kapłana. Wkrótce potem objął parafię w miejscowości Zvonková (niem.  Glöckelberg) w okupowanej przez Niemcy Czechosłowacji, niedaleko jej dawnej granicy z Austrią, również podówczas zajętą przez Niemcy. W swoich niedzielnych kazaniach często nawoływał do pomocy prześladowanym przez III Rzeszę Żydom.
Po wybuchu II wojny światowej 21 kwietnia 1941 roku został aresztowany przez Gestapo, a następnie był przez sześć tygodni przetrzymywany w Linzu, a 8 czerwca 1941 roku trafił do obozu koncentracyjnego w Dachau. Gdy pod koniec 1944 roku w obozie doszło do wybuchu epidemii tyfusu wraz z 19 innymi kapłanami zgłosił się na ochotnika do opieki nad chorymi. Wkrótce potem sam zaraził się z tyfusem. 
Zmarł 2 marca 1945 roku, na kilka tygodni przed wyzwoleniem obozu przez wojska amerykańskie. Więźniowie oddzielili jego ciało od pozostałych spalonych zwłok i przemycili je z obozu. Od 1968 jego prochy spoczywają w kościele Najświętszego Serca Mariannhill w Würzburgu. 
W 1985 w Niemczech ukazała się biografia Unzeitiga pod tytułem Męczennik braterskiej miłości, przetłumaczona następnie na kilka języków.
26 lipca 1991 roku rozpoczął się jego proces beatyfikacyjny, a 3 lipca 2009 roku papież Benedykt XVI ogłosił dekret o heroiczności cnót. Jego beatyfikacja odbyła się 24 września 2016 roku w Würzburgu, a uroczystościom przewodniczył kardynał Angelo Amato.